# Pont du Rialto
Pour les articles homonymes, voir Rialto.
Le pont du Rialto (Ponte di Rialto) est l'un des quatre ponts qui traversent le Grand Canal de Venise, avec le pont de l'Académie (Ponte dell'Accademia), le pont des Déchaussés (Ponte degli Scalzi), et le tout nouveau pont de la Constitution (Ponte della Costituzione).
Le pont du Rialto est cependant le plus ancien et certainement le plus célèbre d'entre eux, ainsi que l'un des monuments les plus visités de la cité.

## Histoire
Au XIVe siècle, le pont du Rialto est le centre d'une bourse du Rialto en plein air, où on échange des parts de navire, ce qui facilite le développement d'une flotte commerciale et le quadruplement de la superficie de l'Arsenal de Venise, mené par les autorités de la ville.
Portant le nom du quartier de Rialto situé sur la rive gauche, il constituait jusqu'au XIXe siècle l'unique liaison entre les deux parties de la ville, reliant les sestieri de San Polo et de San Marco.
Après l'écroulement de 1444, on réédifia une structure en bois avec un passage entre deux rangées de boutiques et une partie centrale mobile pour permettre le passage des navires.
Au début du XVIe siècle, la République souhaita le reconstruire et demanda des projets à Sansovino, Palladio et Michel-Ange mais à la suite d'un concours, le travail fut confié au bien nommé Antonio da Ponte qui assura la reconstruction du pont en pierre d'Istrie de 1588 à 1591.

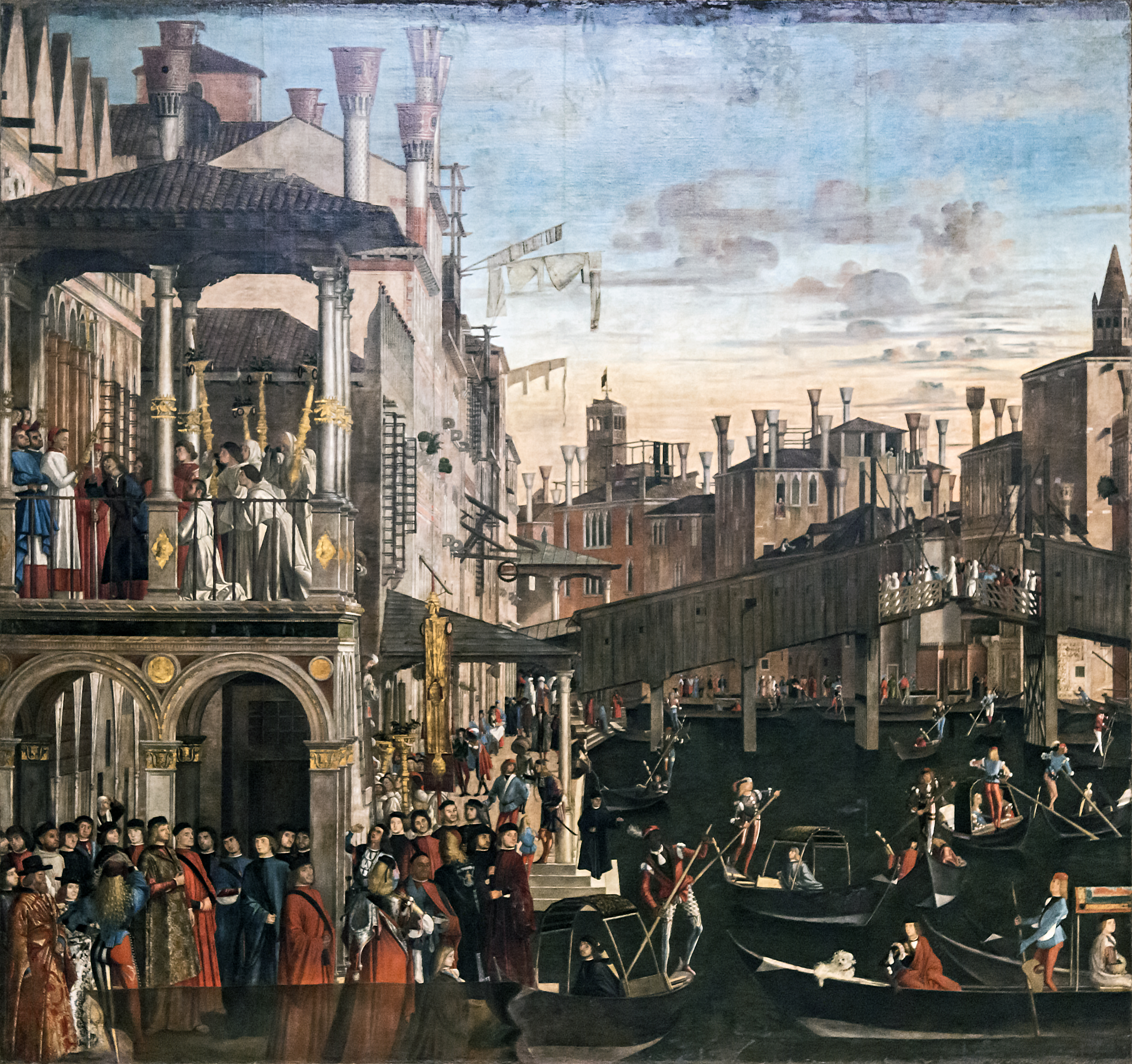
Le Miracle de la relique de la Croix au pont du Rialto (encore en bois), Carpaccio, vers 1496 (Gallerie dell'Accademia de Venise).
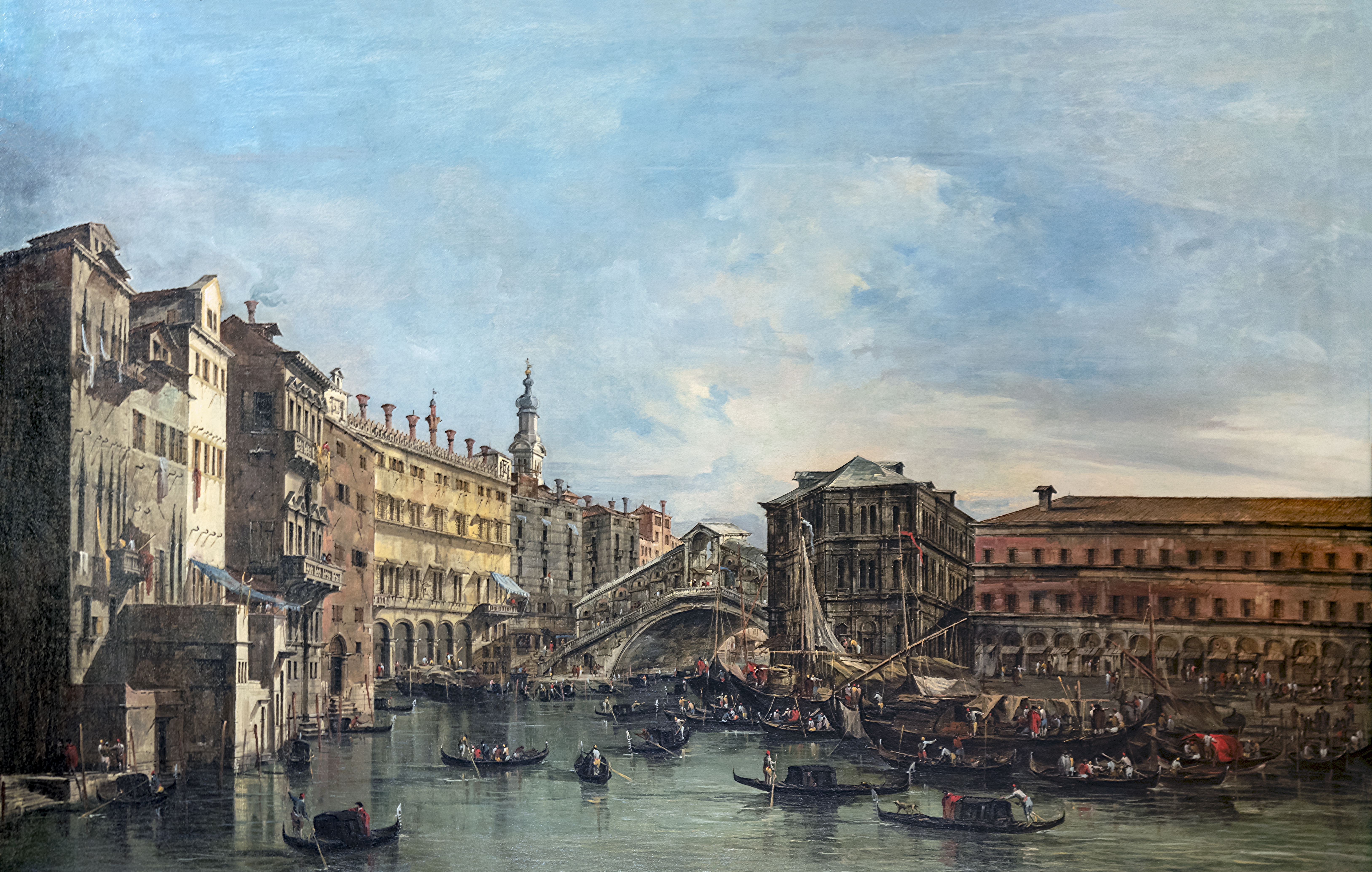
Le pont du Rialto, Francesco Guardi, XVIIIe siècle (Fondation Bemberg).

## Description
Le pont actuel, à arche unique sur le Grand Canal de 48 mètres, offre trois passages piétonniers, un au centre entre deux rangées de boutiques installées dans six arches à la montée et six arches à la descente, et deux de chaque côté des boutiques. Les trois allées piétonnières se raccordent au centre du pont par deux arches de plus grandes dimensions.
La présence de boutiques en fait un des rares exemples contemporains de pont bâti.
Sur les reliefs de chaque côté du pont, on peut voir les deux saints patrons de la ville, Théodore et Marc

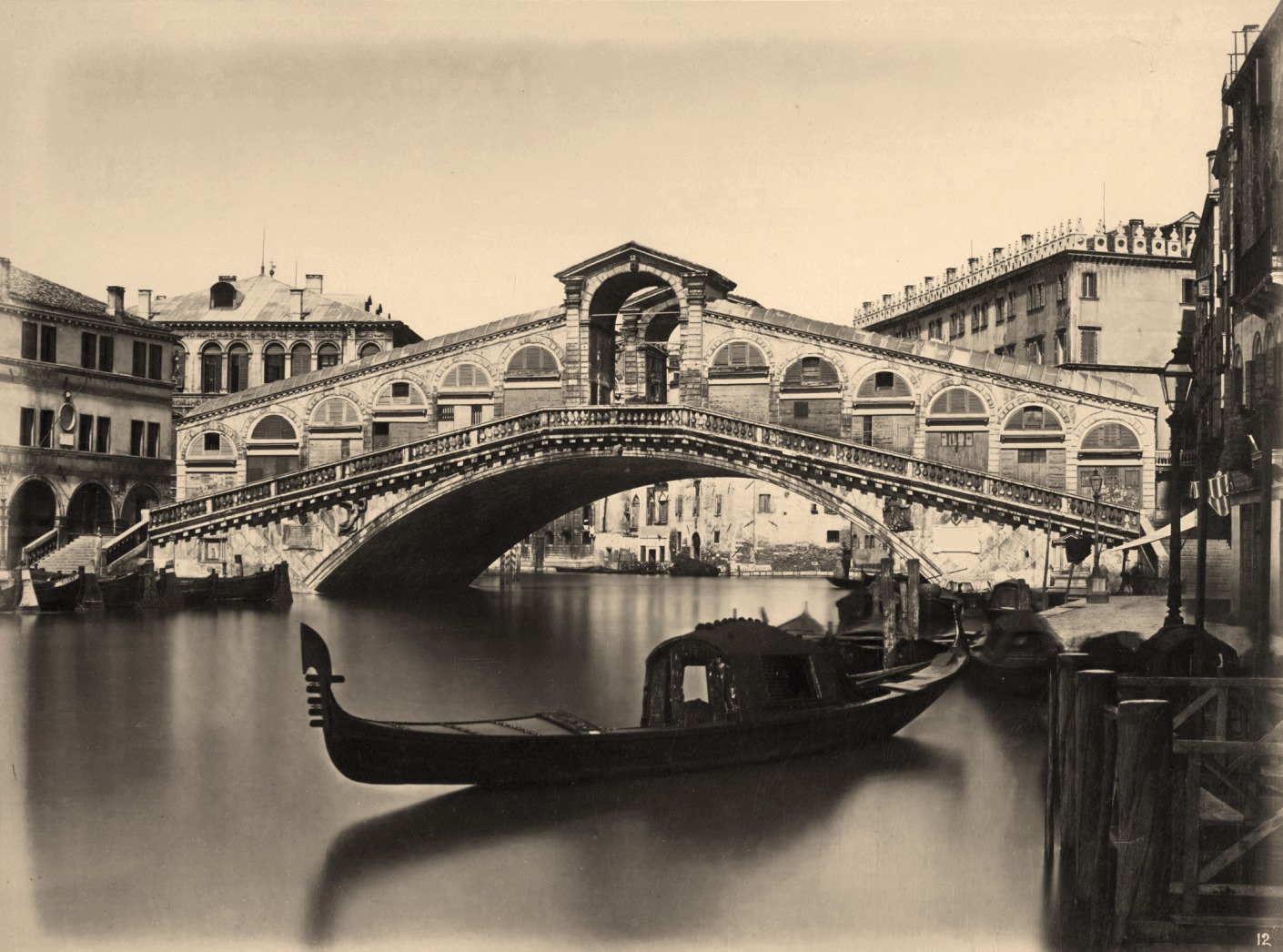
Le pont du Rialto en 1875.
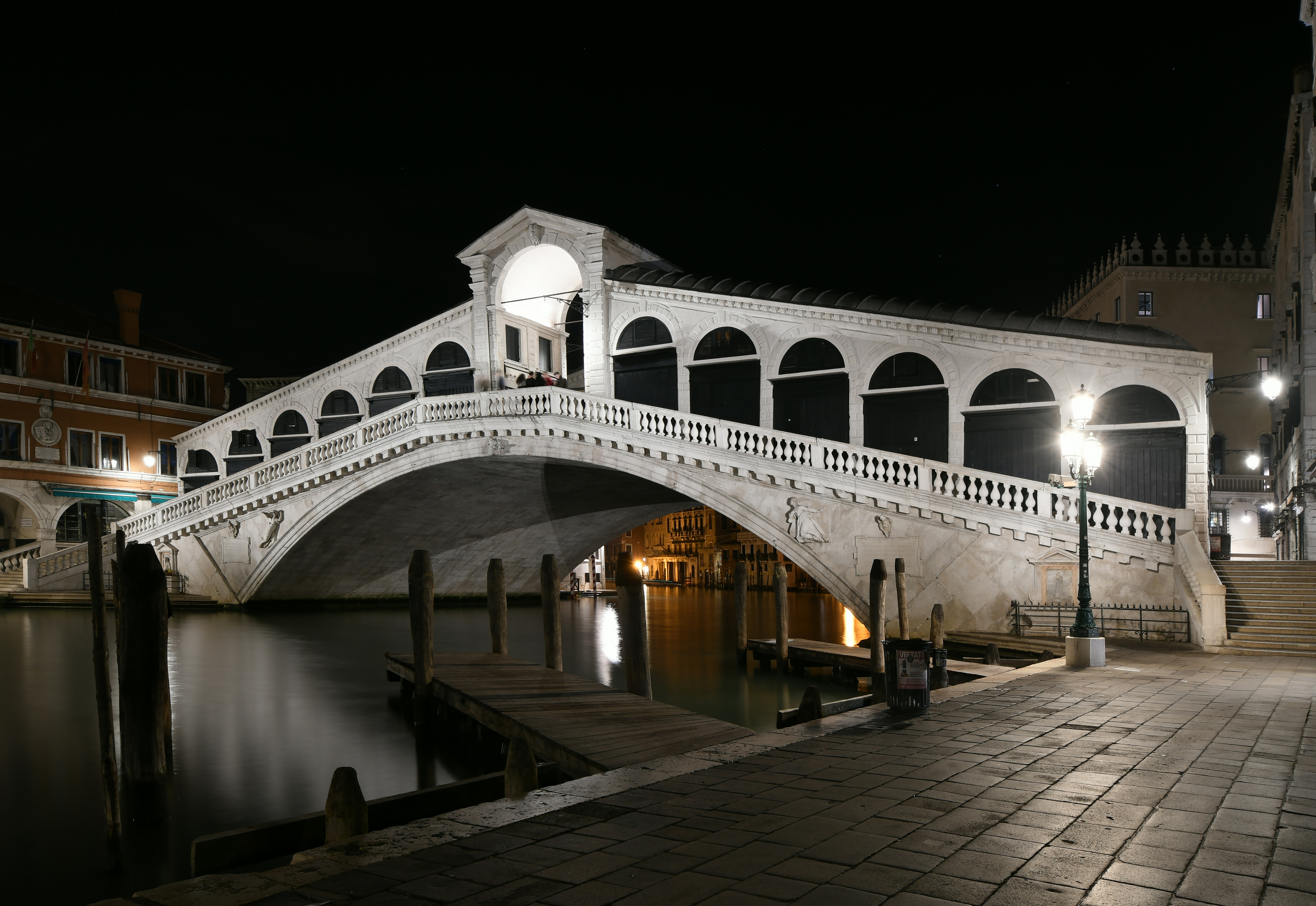
Le Pont du Rialto la nuit.
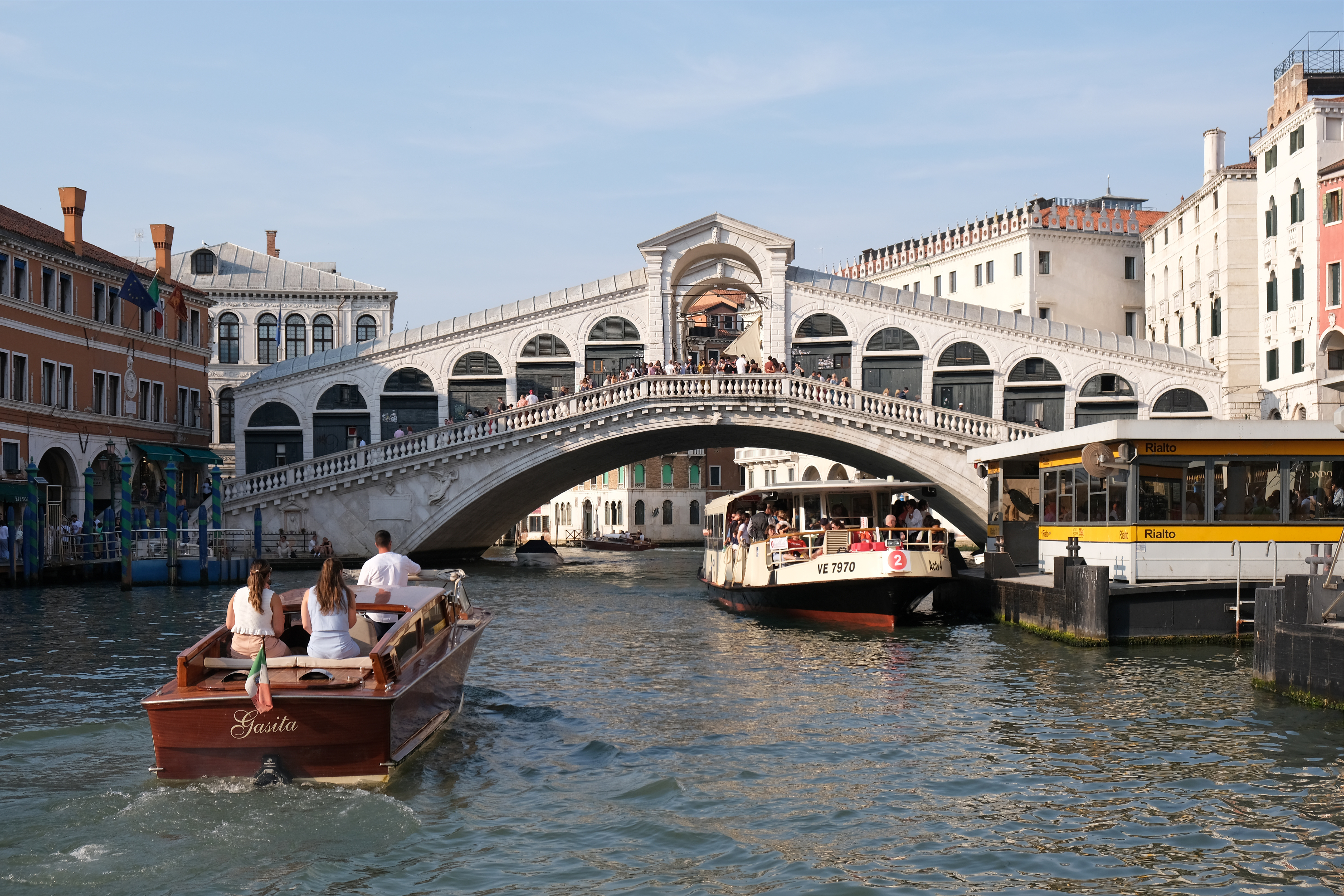
Le Pont du Rialto.
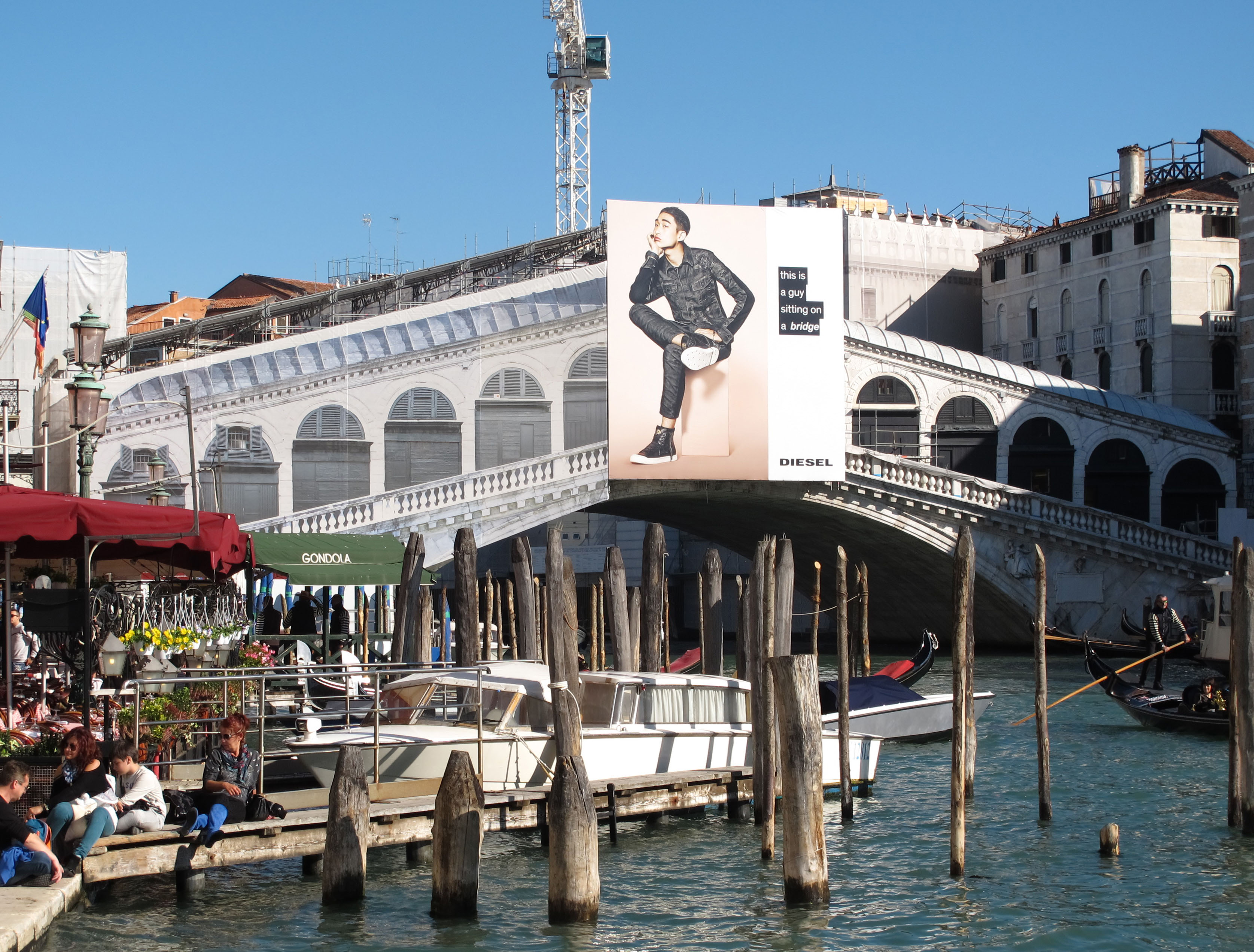
Pont du Rialto en restauration en 2015.

## Représentations artistiques

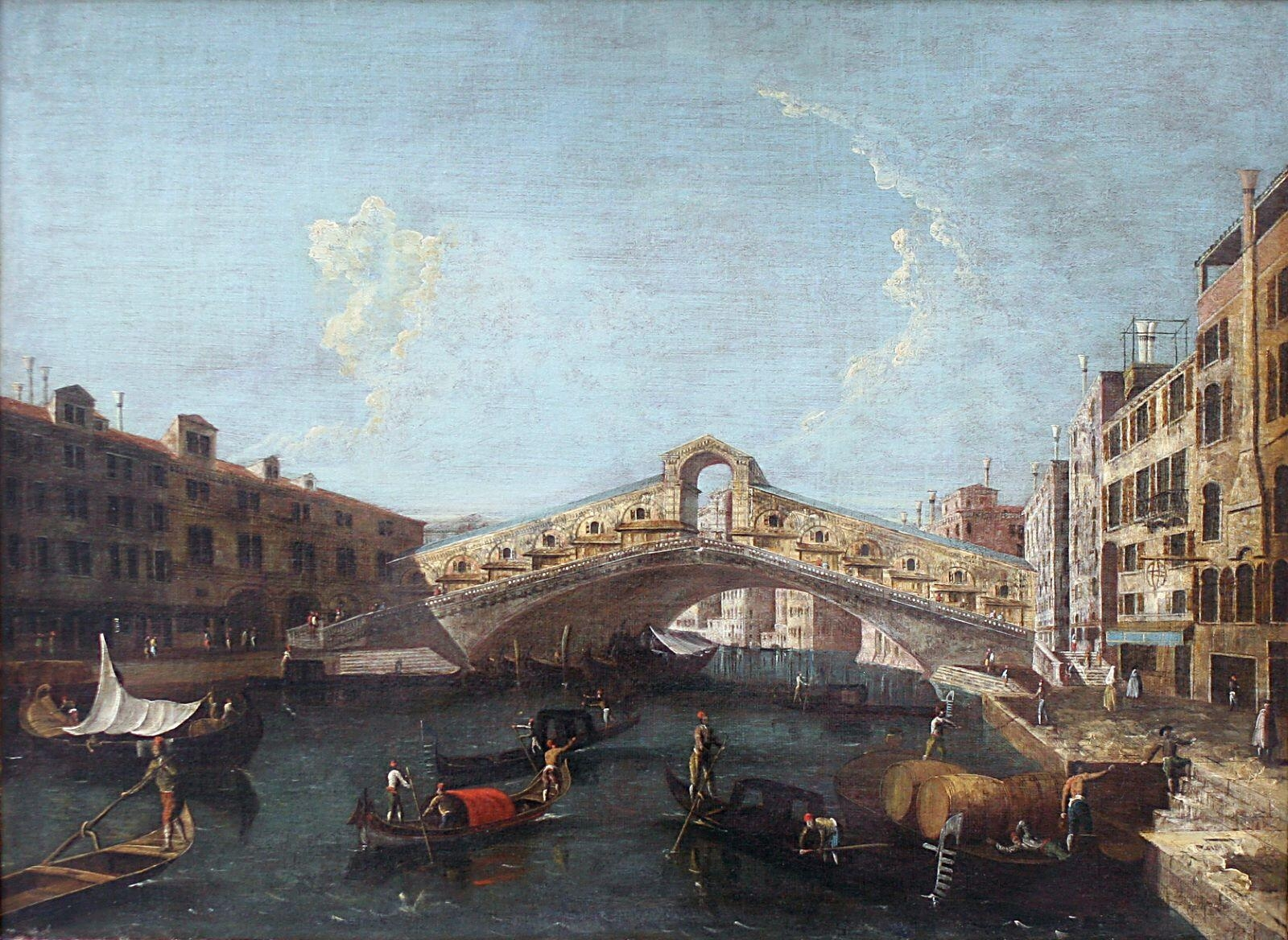
Le Rialto à Venise, par Canaletto, au musée des Beaux-Arts de Nîmes.

Le peintre vénitien de vedute du XVIIIe siècle Canaletto l'a représenté à plusieurs reprises, y compris sous une forme de fantaisie en style palladien. À sa suite, Francesco Guardi réalisa à son tour de nombreuses représentations. Gabriele Bella a saisi des scènes de la vie vénitienne parmi lesquelles une Course de Taureau et de brouette sur le pont du Rialto.

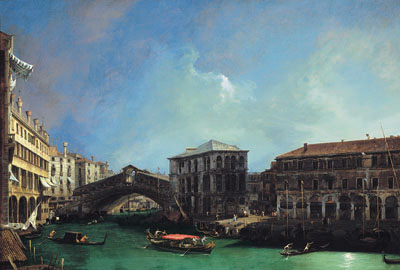
Le Pont du Rialto vu du nord, 1725 Pinacoteca Giovanni e Marella Agnelli
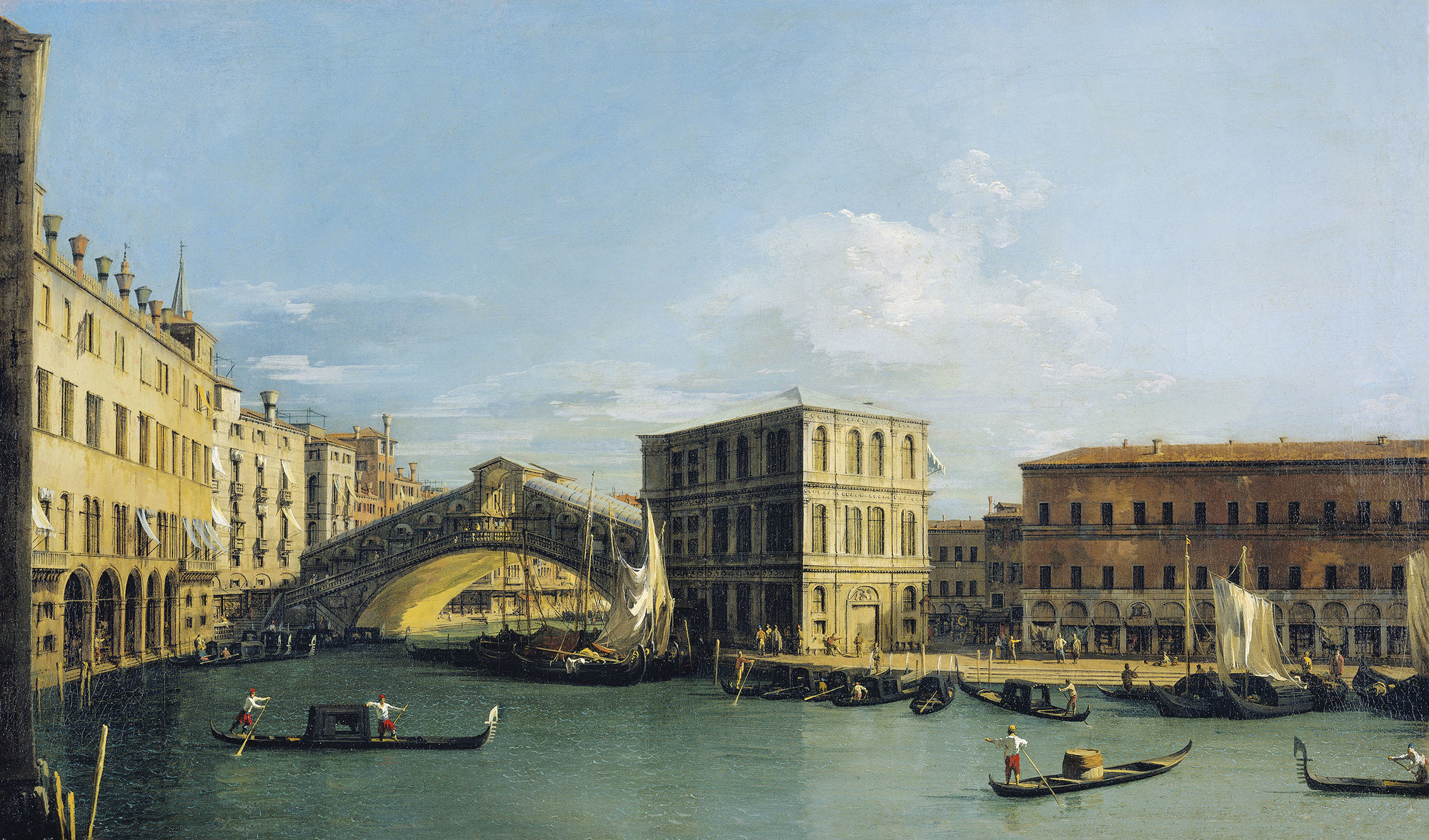
Le Pont du Rialto vu du nord, 1726-1727 Royal Collection
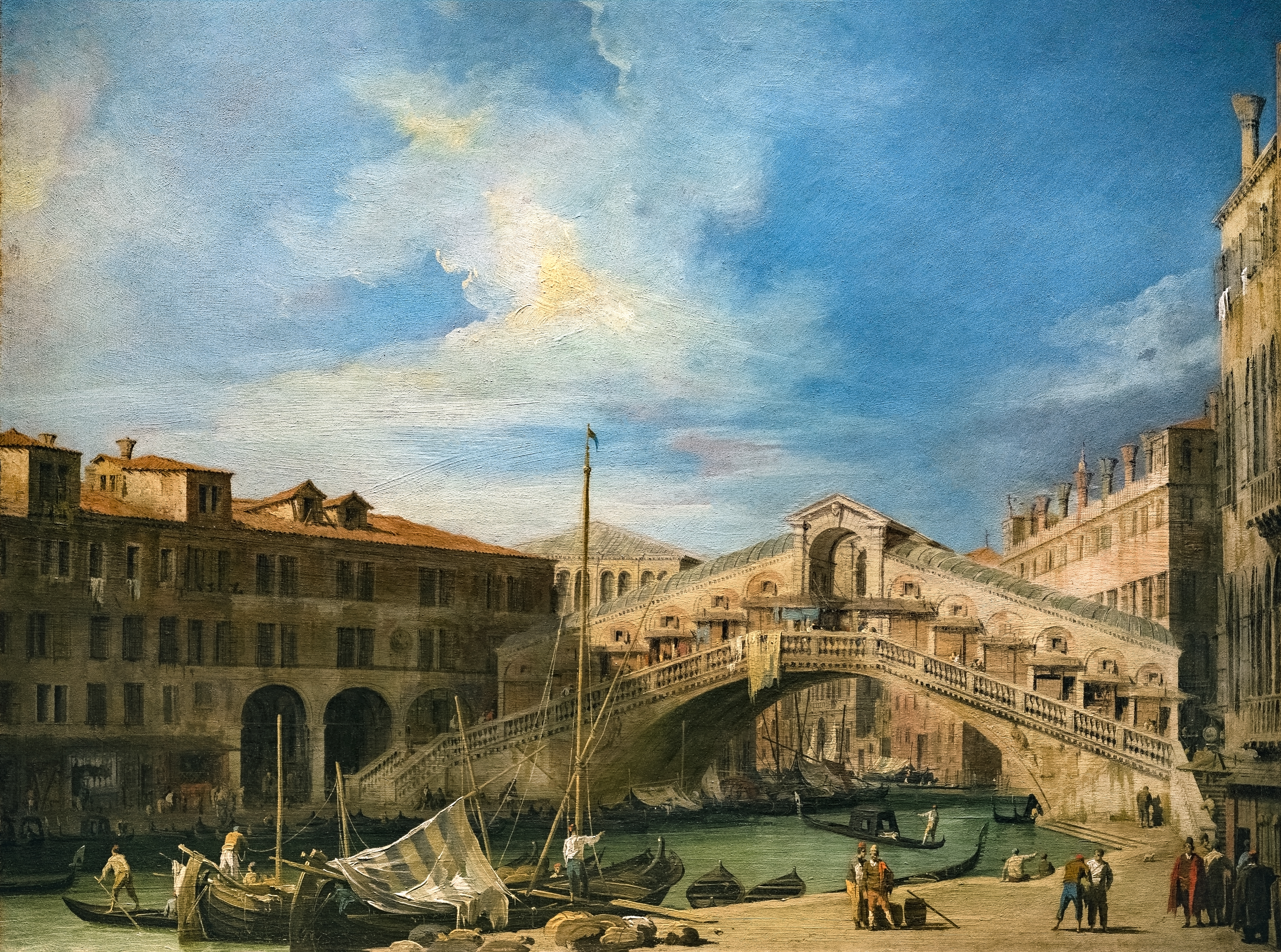
Le Pont du Rialto vu du sud, 1727 Holkham Estate
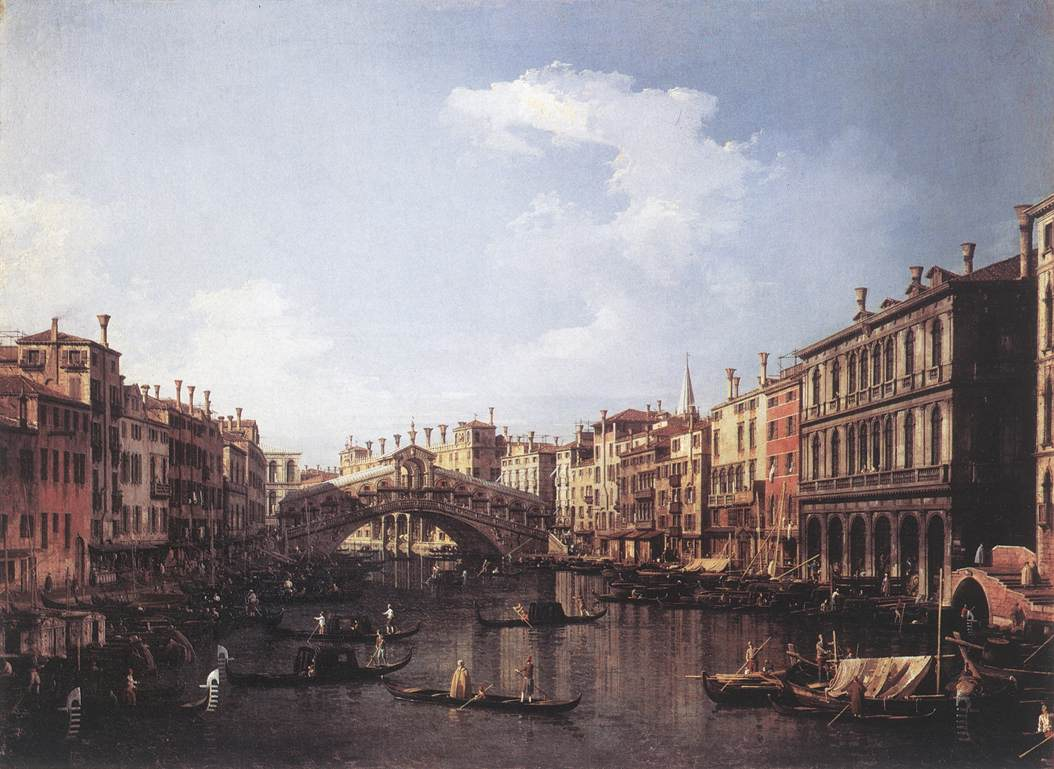
Le Pont du Rialto depuis le sud, vers 1735 Rome, Galleria Corsini (it)
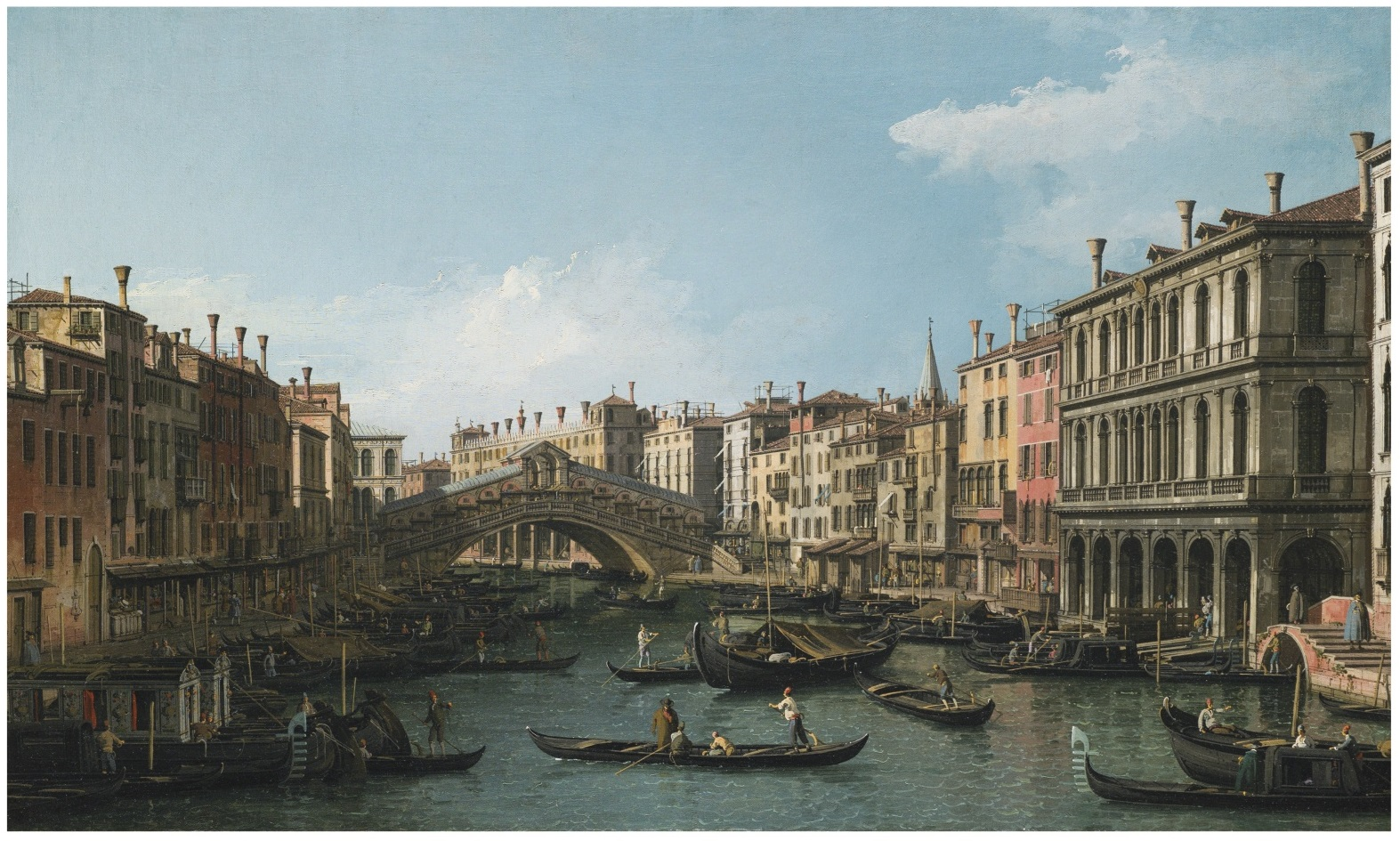
Le Grand Canal vers le Nord-est du palazzo Dolfin-Manin au Pont du Rialto, 1738-1739 Collection privée
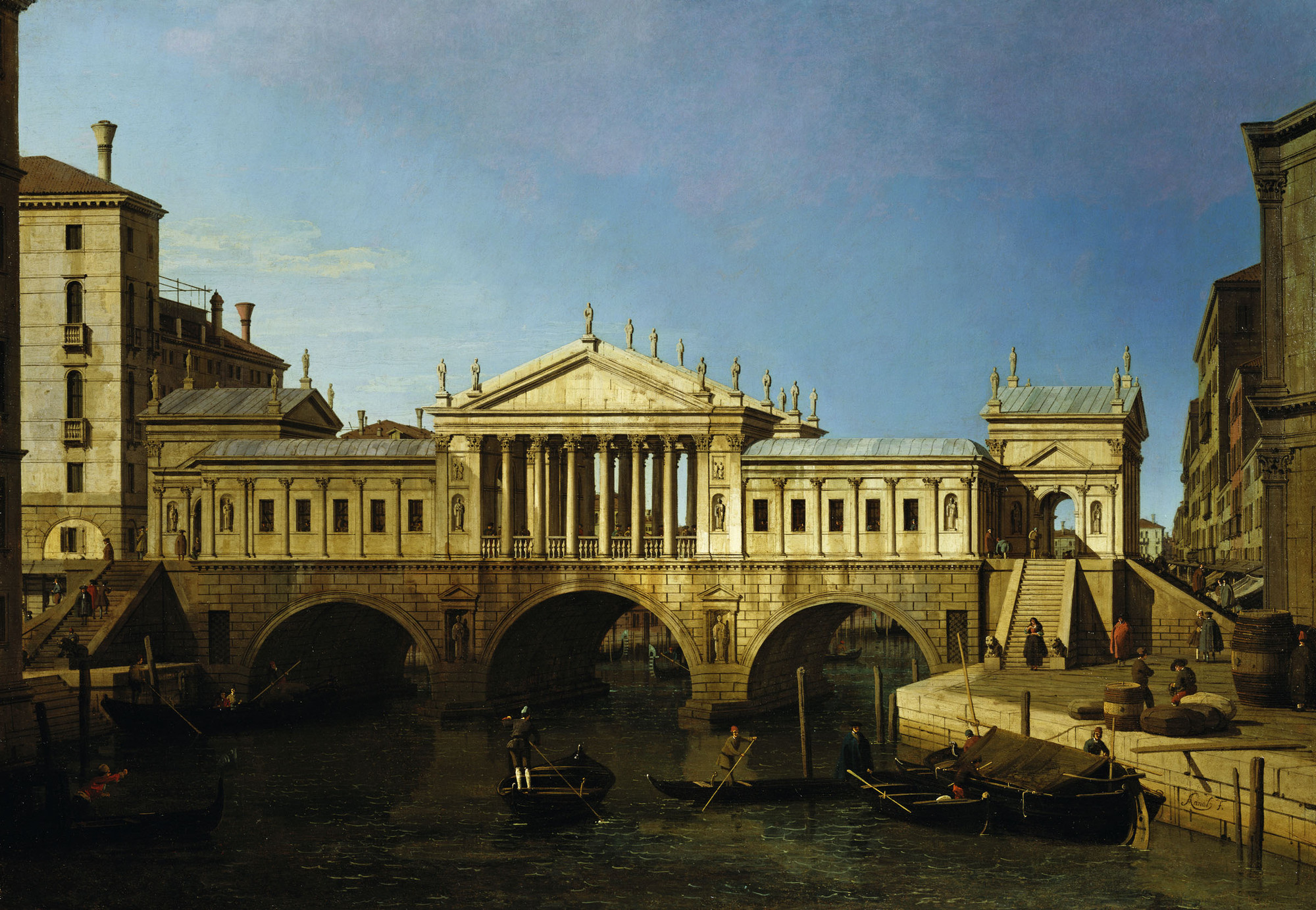
Vue du pont du Rialto en style palladien, 1742 Royal Collection

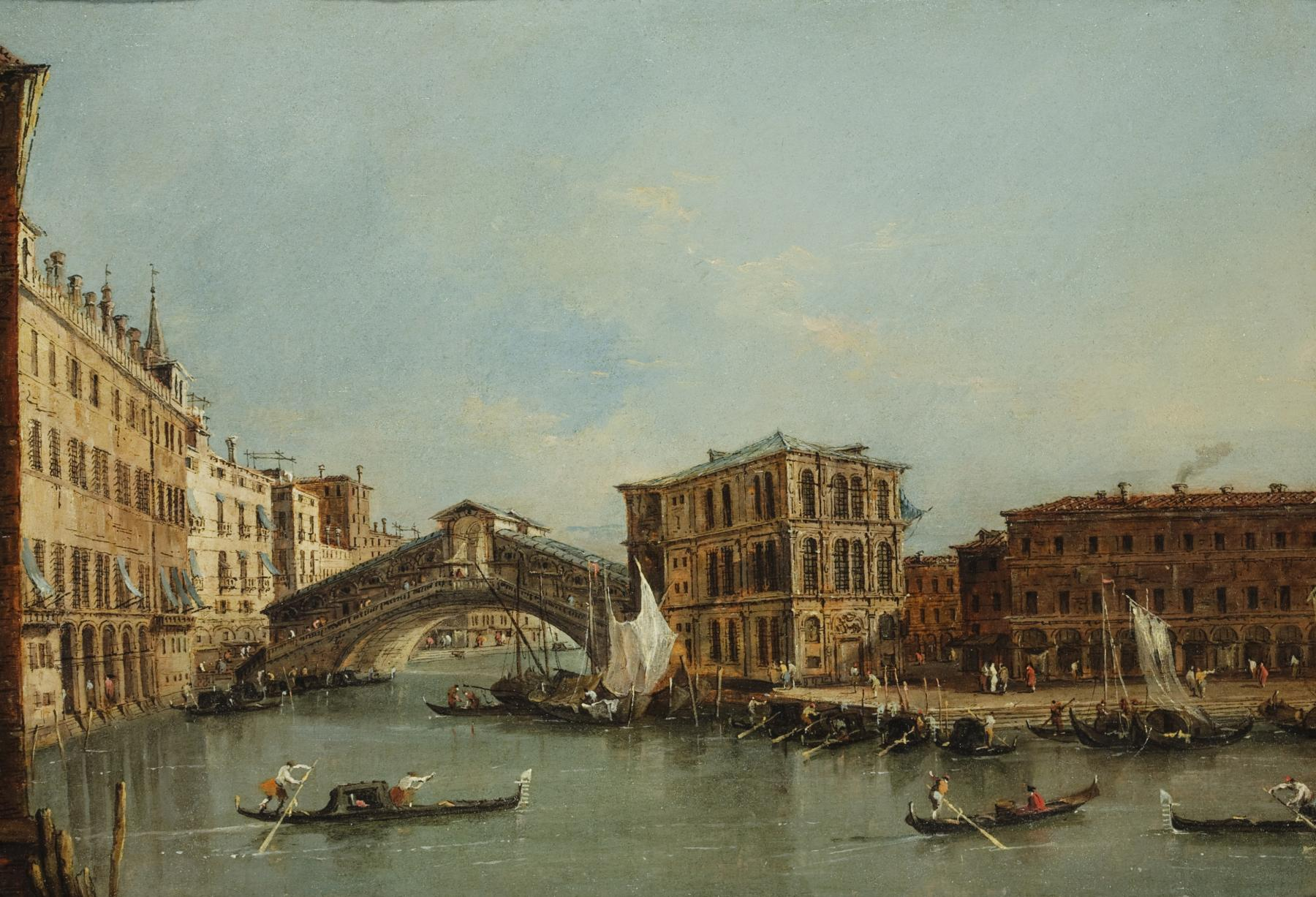
Le Grand Canal avec le Pont du Rialto vers 1754, Museum of the Shenandoah Valley Virginia
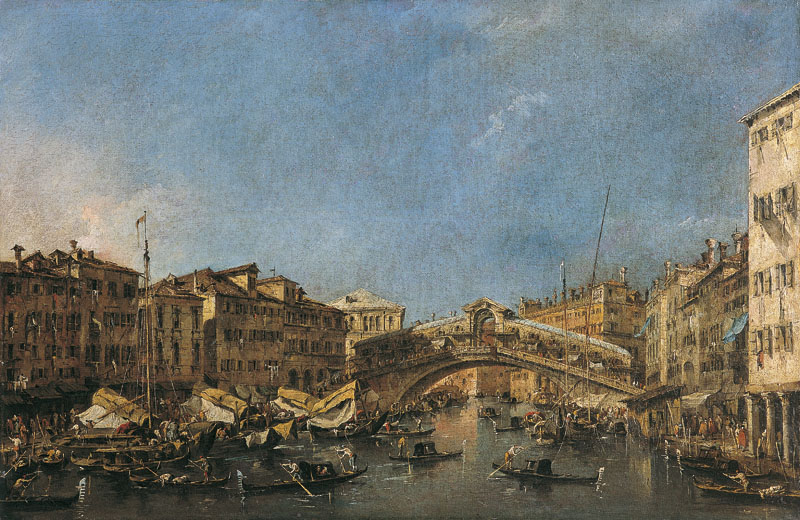
Le Pont du Rialto, après 1760 Musée des Augustins de Toulouse
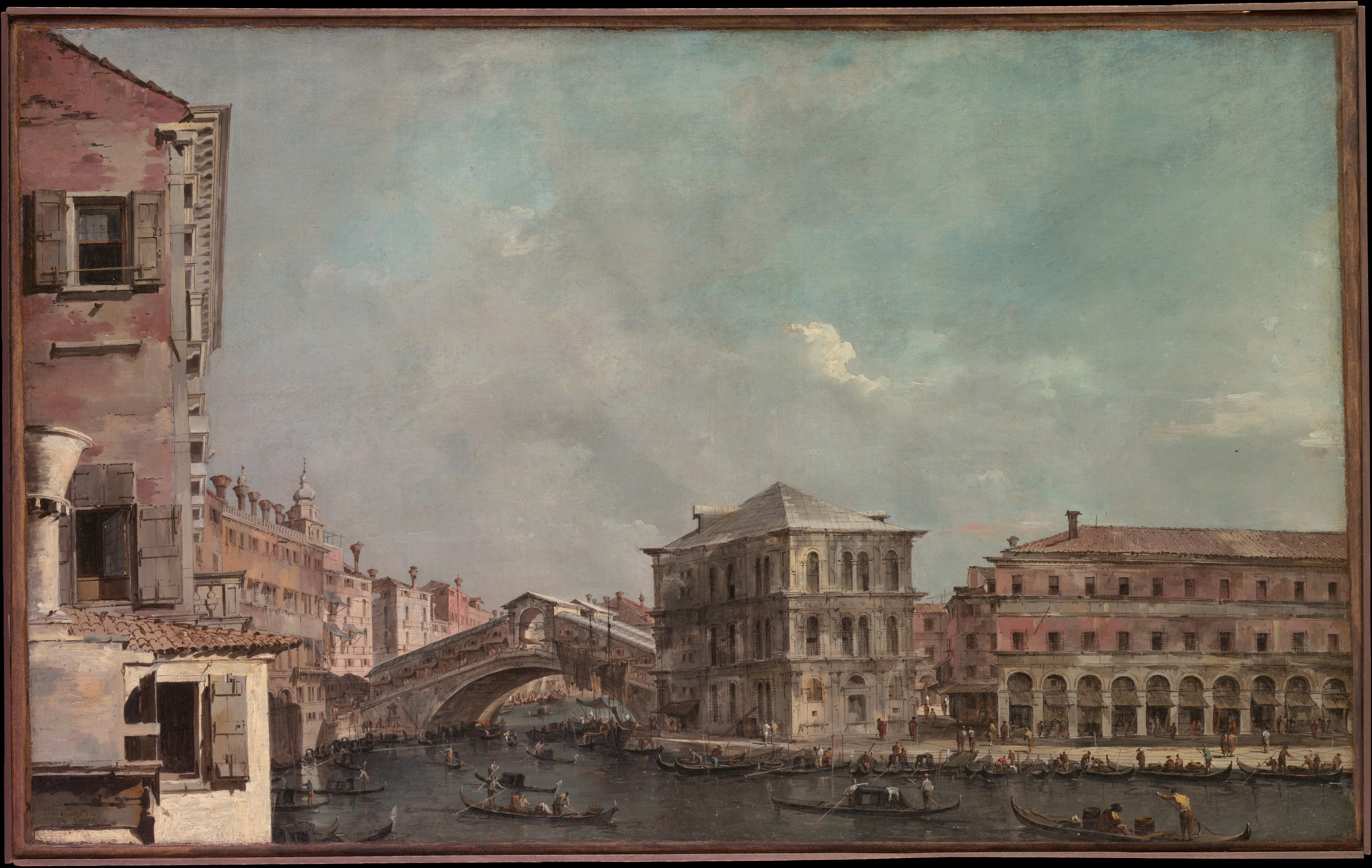
Le Grand Canal en amont du Rialto, fin des années 1760 Metropolitan Museum, New York
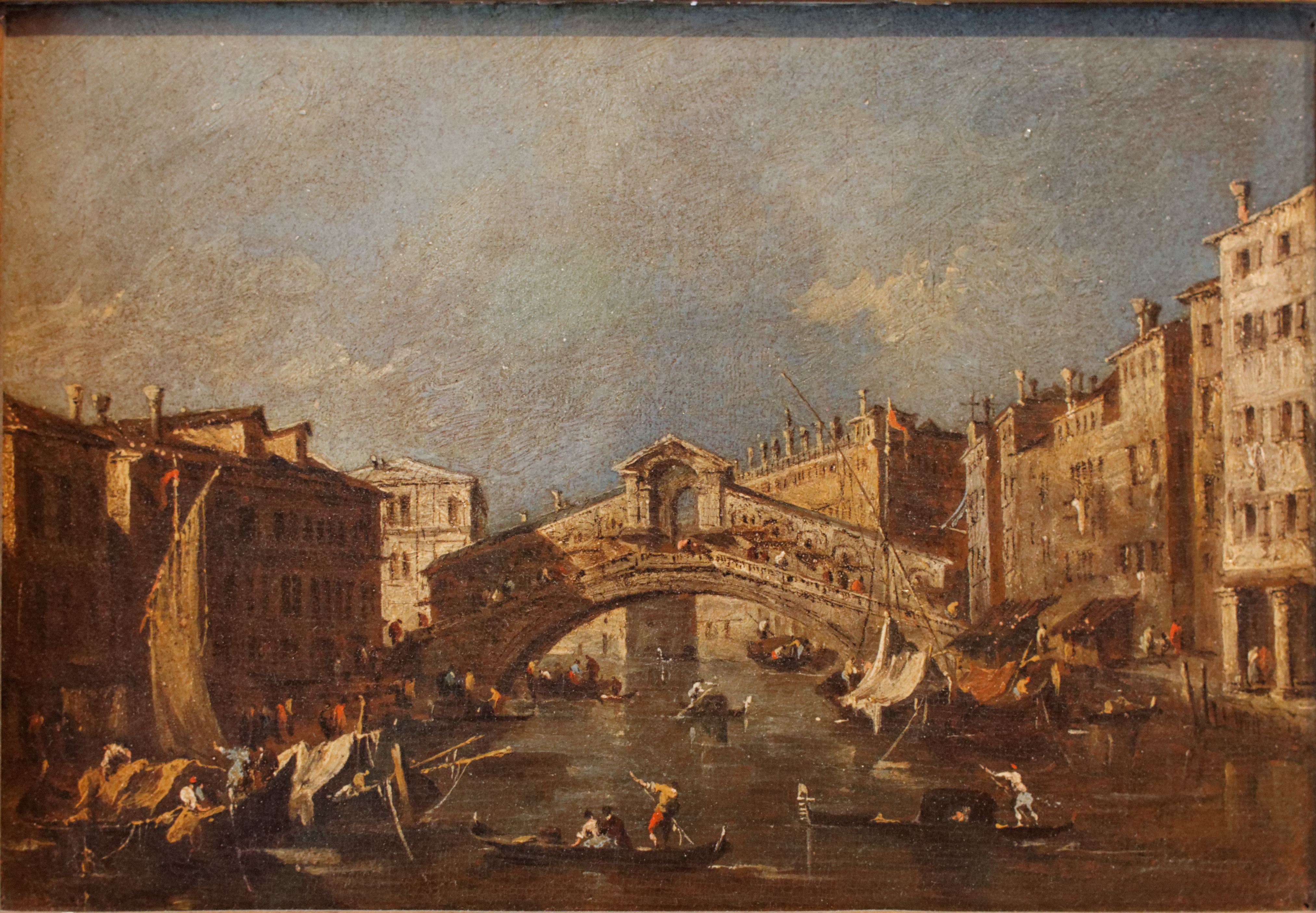
Le Pont du Rialto, 1775-1790 Musée du Louvre Paris
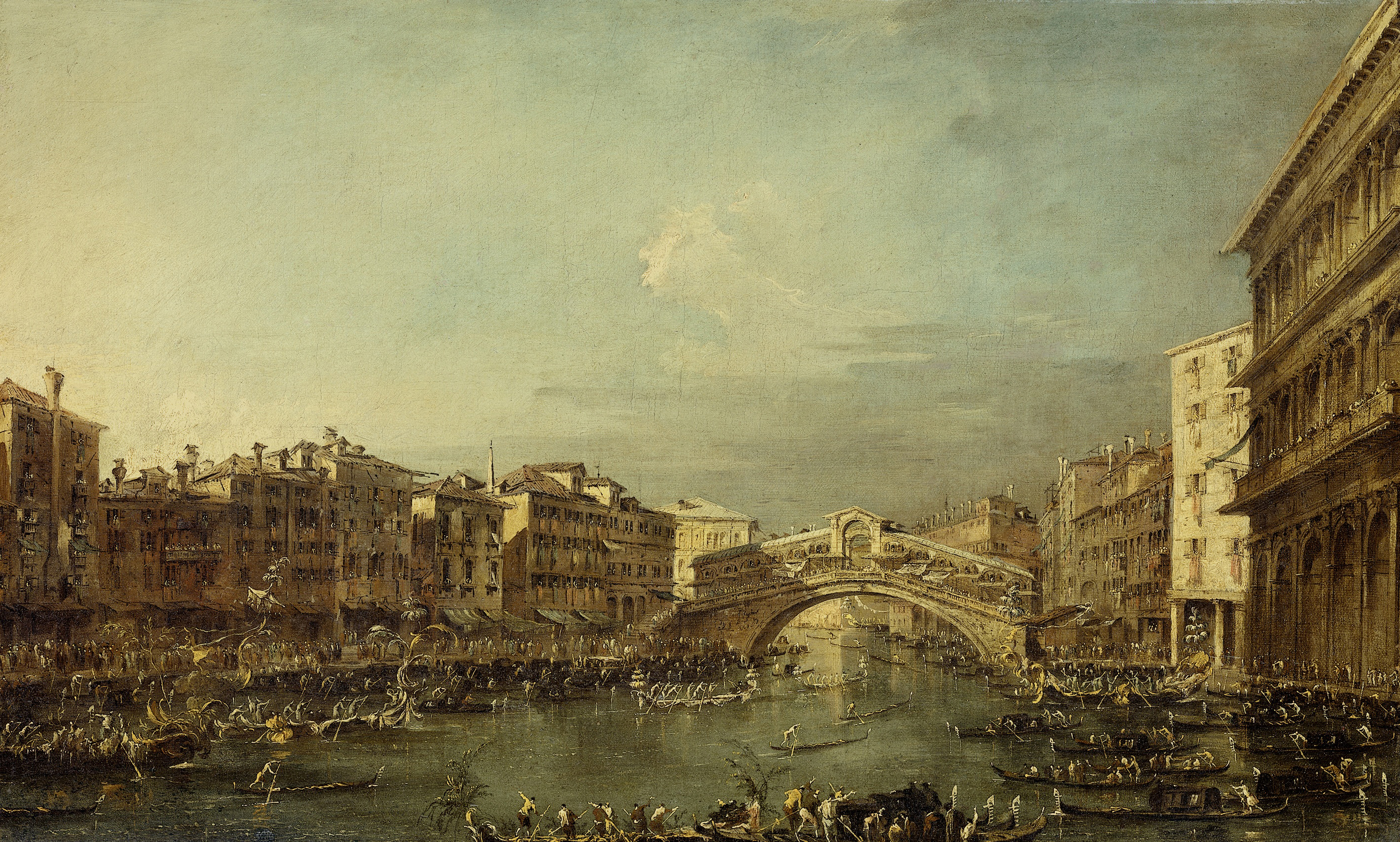
Régate sur le Grand Canal près du pont du Rialto à Venise, 1780-1793 Rijksmuseum, Amsterdam
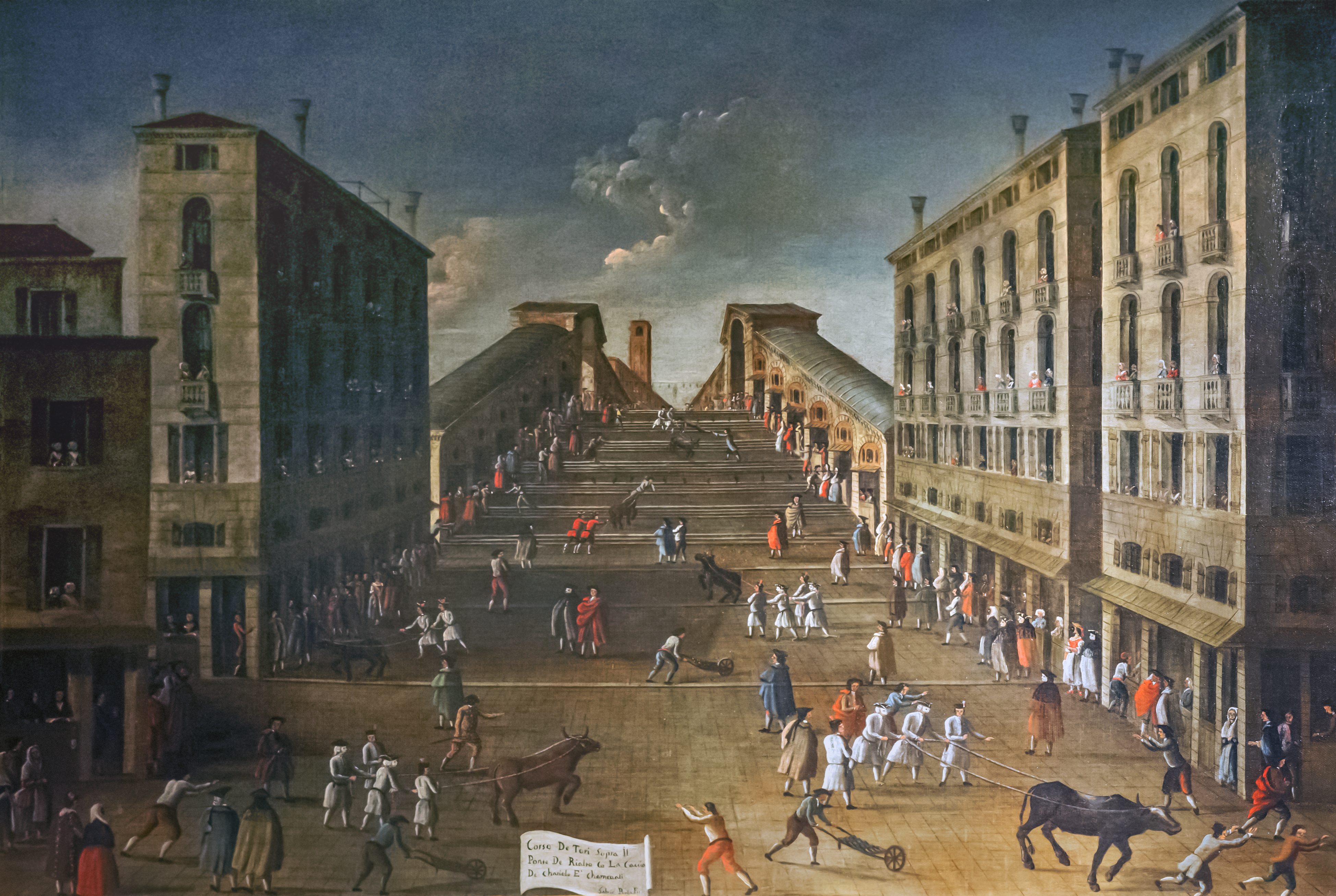
Course de Taureau et de brouette sur le pont du Rialto, Gabriele Bella Pinacoteca Querini Stampalia